# Резистентность (психиатрия)
Резистентность в психиатрии означает сопротивление организма человека к лечению психического заболевания психотропными лекарственными средствами (антидепрессантами, нейролептиками, транквилизаторами). Является частным случаем лекарственной резистентности.
Выделяют следующие виды резистентности:
- первичную истинную резистентность, обусловленную клиническими факторами (прогнозируемая плохая курабельность по А. А. Недуве);
- вторичную резистентность, связанную с адаптацией к психофармакологическим средствам при их длительном применении;
- псевдорезистентность, связанную с неадекватной либо недостаточно интенсивной психофармакотерапией, проводимой без учёта характера психопатологической симптоматики, ведущего психопатологического синдрома и нозологии[1].

Последний вид резистентности встречается очень часто. В клинической практике нередко приходится также сталкиваться со смешанными формами резистентности, обусловленной и клиническими, и терапевтическими факторами.
Отдельный вид резистентности — так называемая отрицательная резистентность, при которой терапевтического эффекта нельзя добиться из-за повышенной чувствительности или интолерантности (непереносимости) к психофармакотерапии: применение адекватных доз психотропных средств невозможно из-за развития выраженных побочных эффектов.
В большинстве случаев резистентность можно устранить применением специальных антирезистентных методов лечения, например сменой препарата, более мощными способами применения (внутривенным вливанием), добавлением нелекарственной терапии, приёмом комбинации из нескольких препаратов и т. п. В частности, при резистентной депрессии могут, например, применяться, сочетание антидепрессантов, не относящихся к одной группе, или стратегия потенцирования (добавление другого вещества, которое само по себе не обладает антидепрессивным эффектом, но способно усилить ответ на принимаемый антидепрессант):79—80.
Наиболее радикальными методами устранения резистентности являются шоковые методы (ЭСТ, атропинокоматозная терапия, инсулинокоматозная терапия).